# 乐居镇
乐居镇，是中华人民共和国云南省昭通市昭阳区下辖的一个镇。
2012年9月22日，云南省人民政府批复同意撤销乐居乡，设立乐居镇。

## 行政区划
乐居镇下辖以下地区：
上街村、乐居村、中河村、仁和村和新河村。